# Wenji Gefersa
Wenji Gefersa (également appelée Wenji ou Wonji) est une ville du centre de l'Éthiopie, située dans la zone Misraq Shewa de la région Oromia.
Elle se trouve à près de 1 600 m d'altitude dans la vallée de l'Awash, à une dizaine de kilomètres à vol d'oiseau au sud d'Adama.
Au recensement de 2007, elle est la principale agglomération du woreda Adama Zuria et compte 14 060 habitants.